# Цзян Цзінь
Цзян Цзінь (кит.: 江津, нар. 7 жовтня 1968, Тяньцзінь) — китайський футболіст, що грав на позиції воротаря.
Виступав, зокрема, за клуб «Баї», а також національну збірну Китаю.

## Клубна кар'єра
У дорослому футболі дебютував 1987 року виступами за команду клубу «Баї», в якій провів дванадцять сезонів.
Згодом з 2000 по 2004 рік грав у складі команд клубів «Тяньцзінь Теда» та «Інтер Шанхай».
Завершив професійну ігрову кар'єру у клубі «Шанхай Старс», за команду якого виступав протягом 2005—2007 років.

## Виступи за збірну
1997 року дебютував в офіційних матчах у складі національної збірної Китаю. Протягом кар'єри у національній команді, яка тривала 6 років, провів у формі головної команди країни 51 матч.
У складі збірної був учасником кубка Азії з футболу 2000 року у Лівані, чемпіонату світу 2002 року в Японії і Південній Кореї.

## Договірні матчі
17 жовтня 2010 року Цзян Цзінь, як повідомлялося, був затриманий поліцією в рамках розслідування договірних матчів. Він допитувався на предмет договірного характеру матчу, який відбувся 30 листопада 2003 проти «Тяньцзінь Теда» (сам гравець в цей час виступав за «Інтер Шанхай». Звинувачення вважало, що його одноклубник Шень Си отримав хабар від тренера «Тяньцзіня» Ян Іфена в розмірі 12 млн.юаней за програш. Крім того, Шень Си привернув до участі інших футболістів клубу: Цзян Цзіня, Ці Хуна і Лі Міна. Після арешту, Цзян Цзінь 13 червня 2012 року був визнаний судом винним в участі в договірних матчах, засуджений на 5,5 років і оштрафований на 500,000 юанів разом з іншими учасниками скандалу. Шень Си отримав шість років в'язниці.

## Титули і досягнення
- Бронзовий призер Азійських ігор: 1998